# Miharashi Peak
Der Miharashi Peak (japanisch 見晴岩 Miharashi-iwa, deutsch ‚Aussichtsberg‘) ist ein 40 m hoher Hügel auf der Ost-Ongul-Insel vor der Prinz-Harald-Küste des ostantarktischen Königin-Maud-Lands. Er ist die höchste Erhebung am nordöstlichen Ausläufer der Insel.
Vermessungen und Luftaufnahmen einer japanischen Antarktisexpedition aus dem Jahr 1957, deren Teilnehmer die deskriptive Benennung vornahmen, dienten der Kartierung dieses Gipfels. Das US-amerikanische Advisory Committee on Antarctic Names übertrug diese Benennung 1968 in einer Teilübersetzung ins Englische.